# Emanuele Tuttobene
Emanuele Tuttobene (Valguarnera Caropepe, 21 novembre 1923 – Genova, 25 gennaio 1980) è stato un carabiniere italiano, vittima del terrorismo.

## Biografia
Nacque nel 1923,  il  21 novembre giorno in cui l'Arma dei Carabinieri festeggia la sua patrona Virgo Fidelis. Il Tenente Colonnello Emanuele Tuttobene era a Capo dell'Ufficio operazioni della Legione Carabinieri di Genova, dopo aver retto comandi territoriali in Piemonte (il gruppo di Cuneo), in Calabria e Liguria.
Il 25 gennaio 1980, alle ore 13:15, l'auto sulla quale viaggiava, con il suo autista Appuntato Antonino Casu, venne intercettata da un commando di terroristi che esplose contro i militari numerosi colpi d'arma da fuoco, uccidendoli da distanza ravvicinata. Nell'agguato fu anche ferito il Tenente Colonnello Luigi Ramundo che si trovava a bordo dell'autovettura, fu lui a dare l'allarme e a chiamare i soccorsi.  L'attentato venne rivendicato alla redazione del quotidiano Il Secolo XIX dalle Brigate Rosse - colonna Francesco Berardi, dal nome dell'impiegato dell'Italsider che si era suicidato in carcere tre mesi prima dopo essere stato arrestato a seguito della denuncia sporta contro di lui da Guido Rossa.

## Riconoscimenti

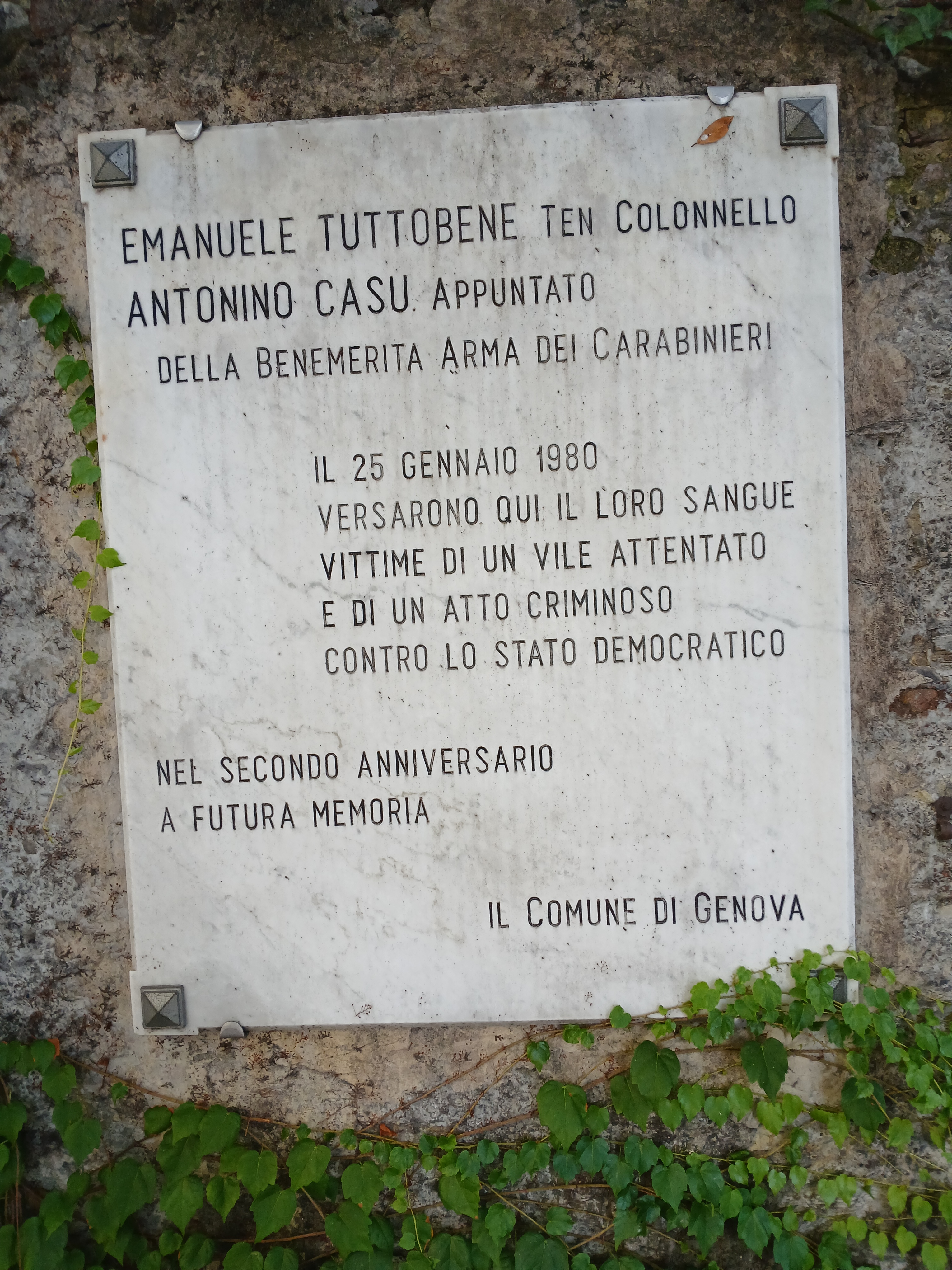

Alla sua memoria la città di Genova ha dedicato un giardino, presso la cui targa ogni anno viene deposta una corona d'alloro.